# GW Возничего
GW Возничего (лат. GW Aurigae) — двойная затменная переменная звезда типа Алголя (EA) в созвездии Возничего на расстоянии (вычисленном из значения параллакса) приблизительно 5080 световых лет (около 1557 парсеков) от Солнца. Видимая звёздная величина звезды — от +13,3m до +12,6m. Орбитальный период — около 2,4948 суток.

## Характеристики
Первый компонент — жёлто-белая звезда спектрального класса F. Радиус — около 3,05 солнечных, светимость — около 22,275 солнечных. Эффективная температура — около 7178 К.